# مراونة الثالثة (عنافجة)
مراونة الثالثة (بالفارسية: مراونه سه) هي قرية وتقع في إيران في قسم عنافجة الريفي. يقدر عدد سكانها بـ 277 نسمة بحسب إحصاء 2016.